# Trachelyopterus brevibarbis
Trachelyopterus brevibarbis är en fiskart som först beskrevs av Cope, 1878.  Trachelyopterus brevibarbis ingår i släktet Trachelyopterus och familjen Auchenipteridae. Inga underarter finns listade i Catalogue of Life.